# Helicopis wardi
Helicopis wardi är en fjärilsart som beskrevs av Le Moult 1939. Helicopis wardi ingår i släktet Helicopis och familjen Riodinidae. Inga underarter finns listade i Catalogue of Life.